# ルイ・ド・クルヴァン (ユミエール公)

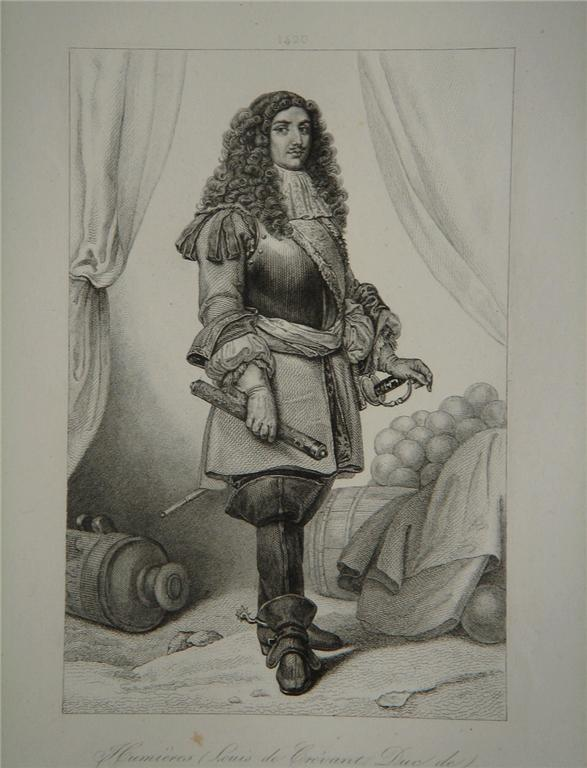
ユミエール公ルイ・ド・クルヴァン

ユミエール公ルイ・ド・クルヴァン（Louis de Crevant, duc de Humières, 1628年 - 1694年8月30日）は、ブルボン朝フランスの軍人。
三十年戦争に従軍して1650年に陸軍少将となり、1653年から1659年までテュレンヌに従いスペイン領ネーデルラントでスペインと戦った（フランス・スペイン戦争）。1667年のネーデルラント継承戦争でトゥルネー、ドゥエー、リールを落とし、翌1668年に陸軍元帥に昇進、ブルボネーとコンピエーニュ及びリールの総督にも任命された。1653年に結婚したナンセ伯爵夫人ルイーズ・アントワネットを通してルーヴォワ侯と良好な関係を築いたことも出世に繋がった。
1672年からのオランダ侵略戦争にも従軍、1677年にサントメール包囲中に救援に駆けつけたオランダ総督ウィレム3世を迎え撃ち、ルイ14世の弟オルレアン公フィリップ1世をリュクサンブール公と共に補佐してカッセルの戦いで勝利を挙げた。1683年にルイ14世が東部国境地域の併合を行うとネーデルラントへ向かいコルトレイク、アウデナールデを占領している。
1688年に大同盟戦争が勃発するとネーデルラントへ送られたが、1689年にオランダの将軍ヴァルデック侯とイングランドの将軍マールバラ伯（後のマールバラ公ジョン・チャーチル）にワルクールの戦いで敗北、リュクサンブール公に交代させられた。以後もリュクサンブールの下でネーデルラントを転戦、1692年の第一次ナミュール包囲戦に加わっている。1694年、ヴェルサイユで66歳で亡くなった。